# 杨赵罗家大院
罗家大院，位于山西省运城市稷山县稷峰镇杨赵村，是河东大盐号卞合兴老板罗家的宅院，已列为稷山县文物保护单位。

## 历史
罗家原籍山西介休张兰镇，是书香门第。罗坦之幼年随父去湖南武陵，咸丰六年（1856年），因战乱投奔岳父葛家，落户山西稷山杨赵村，并开始贩卖运城的“潞盐”，经营“卞合兴”盐号，积成巨富，富甲一方，年产潞盐900万斤。第二代罗可桓乡试考中举人，第三代罗眉仙（1896-1975）曾任民国天镇、繁峙和河北藁城县长。民国时期，他担任天镇县县长，又在村里兴办义学。

## 建筑
杨赵罗家大院坐北朝南，共有新老院落七座，互相连通。东院建于光绪年间。新院建于民国，1949年后由大队占用，得以基本保存完整。
罗家在运城老东街亦有豪宅，后卖与县畜牧局。

## 保护
2010年5月26日，罗家大院公布为稷山县文物保护单位。